# Jesús Castellanos Garrido
Jesús Antonio Castellanos Garrido, (El Bonillo, Albacete, 24 de octubre de 1978) fue un futbolista español que jugó de defensa central. Actualmente es entrenador.
Se formó en las categorías inferiores del Albacete Balompié. Pasó por varios clubes de Tercera División hasta que recaló en el Lorca Deportiva C.F. con el que consiguió un ascenso a Segunda División B y otro a Segunda División.
Ante la falta de oportunidades en Segunda en el club murciano recaló en el Real Jaén C.F., donde llegó a ser capitán. En el verano de 2010, el Real Jaén le comunica que no le va a renovar el contrato y poco después firma por la Unión Deportiva Almansa.
Después jugó una temporada con La Roda C.F. para finalizar su carrera como futbolista, tras dos temporadas, con la UD Almansa.
Como entrenador, entre 2015 y 2017 fue el entrenador de la UD Almansa. En la temporada 2017-18 fue entrenador de La Roda C.F. y en la 2018-19 del Club Polideportivo Villarrobledo con el que logró el ascenso a Segunda B.

## Equipos

### Futbolista
| Club                     | País   | Años      |
| ------------------------ | ------ | --------- |
| Albacete Balompié B      | España | 1998-1999 |
| Motril CF                | España | 1998-1999 |
| Albacete Balompié        | España | 1999-2000 |
| Real Balompédica Linense | España | 2000-2000 |
| Amurrio Club             | España | 2001-2002 |
| Motril CF                | España | 2001-2002 |
| Jerez CF                 | España | 2002-2003 |
| Lorca Deportiva C.F.     | España | 2003-2006 |
| Real Jaén CF             | España | 2006-2010 |
| UD Almansa               | España | 2010-2012 |
| La Roda CF               | España | 2012-2013 |
| UD Almansa               | España | 2013-2015 |

### Entrenador
| Club             | País   | Años      |
| ---------------- | ------ | --------- |
| UD Almansa       | España | 2015-2017 |
| La Roda CF       | España | 2017-2018 |
| CP Villarrobledo | España | 2018-2019 |

## Palmarés
| Título                                  | Club         | País   | Año  |
| --------------------------------------- | ------------ | ------ | ---- |
| Copa Real Federación Española de Fútbol | Real Jaén CF | España | 2009 |

- Datos: Q5555142